# 太原省
太原省（越南语：／）是越南東北部的一个省，位于河内市以北，省莅潘廷逢坊，为首都的天然屏障。太原省首次成立于1831年，20世纪60年代以来因为煤铁资源的大规模开采及配套基础设施的建设，逐步发展成北越主要的重工业中心，也是越北自治區经济、政治及文化的核心区域，太原省亦曾于1965年至1996年撤销，并与北𣴓省共同组建北太省，但因行政区划的调整于1996年恢复建制，直到2025年重新合并。

## 地理
太原省位于越南东北隅，总面积为3522,0平方公里:89。北接高平省，西接富寿省、宣光省，东接諒山省、北寧省，南接首都河内市:11。省境介於北緯21°19′—22°03′，東經105°28′—106°14′之間，南北長約80公里，東西寬約85公里:22。
太原位于越北山脉向红河三角洲通衢之地:22，中南部以崗地、河谷平原為主，而西北、西南、东北以丘陵及山地为主。其中西南隅永福省交界处三岛山脉的主峰三岛山海拔1,591公尺，为全省最高峰:39:30。

### 水文
太原省境內的水域以天然河流和人工湖泊為主，境內的河流均為出境河流，大多屬红河水系，梂江、公河由北向南貫穿全境，至省境南隅河内市、北寧省交界处匯合:69。其中梂江可通木船至今太原市:220。
梂江在太原境內全長105公里，流域面积为3,230平方公里:66-68。该河流发源于𢄂屯縣的三岛山脉，流经北𣴓市等地后自北向南流入太原省洞喜县，并先后接纳了周河、都河、迎祥河等支流，并注入河内市与北江省，形成了河内、北江二地的天然界线:69-70，梂江最终在海防市至灵坊與滄江匯合為太平江，形成了红河三角洲的一部分。太原省的人工湖泊则有谷山湖、富川湖、凤凰湖等，其中以谷山湖面积最大，达25平方公里:70-73。

### 气候
在柯本气候分类法中，太原属于典型的副热带湿润气候，夏季炎热多雨，冬季温和少雨。年均温为23.4摄氏度:117。太原省5月至9月为雨季，10月至翌年4月为旱季，年降雨量在1,650毫米至1,950毫米之间:445。

### 自然资源
太原省位在太原—宣光铁矿带上，分布着与基性岩类相关的矽卡岩型、热液型铁矿，有槟榔寨、太原等多个铁矿山:36-37，其中有部分铁矿区还出产钛磁铁矿及钛铁矿共生的砂矿:37。太原西北隅的煤田还出产烟煤，可供工业炼焦所用:41。

## 历史

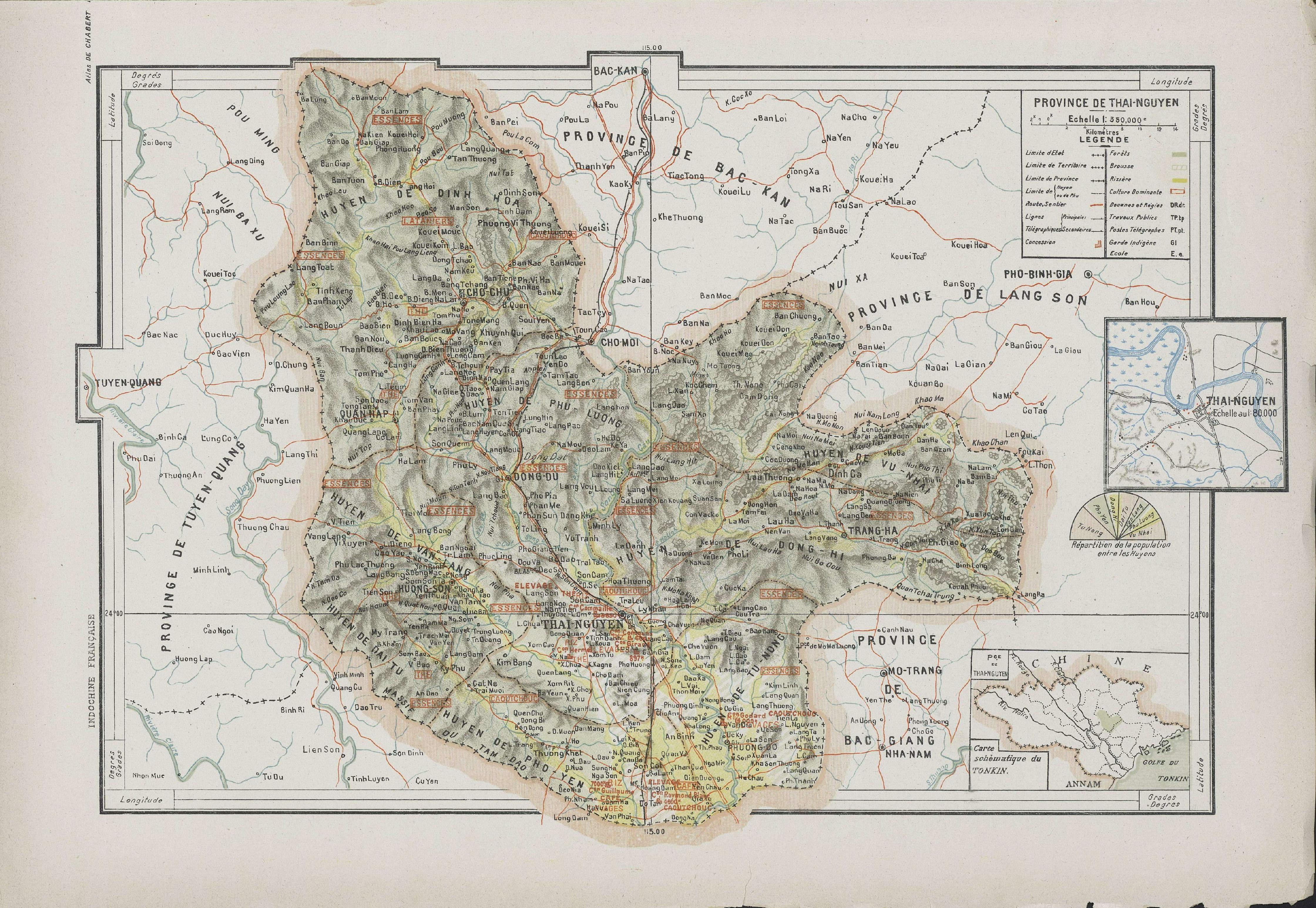
法属印度支那时期的太原省地图

唐朝时期，太原属安南都护府武峨州，为羁縻州。陈朝时期属太原镇:39，在第四次北屬時期，明朝廷在太原建立太原州，后来改为太原府，归交阯承宣布政使司管辖。宣德三年（1428年），越南民變領袖黎利驱逐明军，建立后黎朝，并將全國分为五道，其中太原府隶属北道:23。后黎朝光順七年（1466年），黎聖宗將全国五道分成十二承宣，其中在太原建立宁朔承宣，洪德四年（1473年）又更名为太原承宣:2。1802年，阮福映建立阮朝，在太原建立太原镇，其子明命帝即位后，于1831年将太原镇改制为太原省:40。法属印度支那时期，太原省属于東京保護國，在法国统治期间，当地曾发生反抗殖民统治的太原起义。而在1940年的北山起义後，越盟则在太原、谅山两省交界处建立了北山—武崖根据地，积极反抗日法两国的军队，并逐渐取得了對太原全境的控制权，1945年6月，越盟在太原等省成立解放区，并最终通过八月革命推翻了阮朝，建立了越南民主共和国。
1948年1月25日，北越政府将各战区合并为联区，战区抗战委员会改组为联区抗战兼行政委员会。第一战区和第十二战区合并为第一联区，设立第一联区抗战兼行政委员会，其中太原省划归第一联区管辖。1949年11月4日，第一联区和第十联区合并为越北联区，设立越北联区抗战行政委员会。太原省随之划归越北联区管辖。1956年7月1日，越北联区改组为越北自治区。1965年4月21日，太原省和北𣴓省合并为北太省。1975年12月27日，越北自治区撤销。北太省划归中央政府直接管辖。1996年11月6日，北太省重新分设为太原省和北𣴓省。
2025年7月1日和北𣴓省再度合併仍稱太原省。

## 人口
2019年第七次全国人口普查时，太原省共有常住人口1,286,751人，人口密度为每平方公里376人:89，從性別上來看，男性人口為629,197人，女性人口為657,554人。從分布上來看，居住在城鎮的人口為410,267人，居住在鄉村的人口為876,484人:15。人口最多的县市是太原市，为340,403人；人口最少的县市是武崖縣，为68,080人:15-16。
太原省的人口构成以京族为主，有902,372人:88，世居于当地的少数民族则以岱依族、侬族、瑶族、山澤族、赫蒙族、山由族为主:87-89。越南语作为国家官方语言在省内各领域广泛使用，但少数民族语言岱依语、苗语、瑶语等也有较多的母语人口，太原省还开设了相应的民族语言广播及电视节目。

## 政治军事
《越南社會主義共和國憲法》第4條規定越南共產黨是越南执政党，也是该国唯一的合法政党，该党在太原省设有越南共产党太原省委员会（太原省委），负责总管省内的政治、思想和組織領導工作，太原省的地方立法機關太原省人民议会、行政机关太原省人民委员会、統一戰線組織太原省祖国阵线委员会、司法机关太原省人民检察院、太原省人民法院等政治组织均接受太原省委的领导。
在2021年越南國會選舉期间，太原省选区共选出国会代表7人。
太原省也是越南東北部的军事中心，越南人民军陆军部队的第一军区的指挥部即驻于该省。此外，越南人民军还在太原省设有省级军事部，而太原省下辖的各县市亦设有军事部，这些军事部門在「黨指揮槍」的原則下，接受越南共产党太原省委员会、各县市委员会的指挥。

### 行政區劃

太原省行政區劃圖（2024年以前）

1956年，太原省划归越北自治区管辖，富平县划归北江省管辖，普安县划归永福省管辖。1957年6月17日，永福省普安县、北江省富平县划回太原省管辖。1962年10月19日，太原市社改制为太原市:1074-1075。
1996年11月6日，越南国会通过决议，撤销北太省，恢复太原省和北𣴓省，其中太原省下辖太原市、公河市社和大慈县、定化县、洞喜县、普安县、富平县、富良县和武崖县7县。
2015年5月15日，普安县改制为普安市社；太原市1社划归公河市社管辖；公河市社改制为公河市。
2019年6月17日，普安市社被评定为三级城市，并于2022年2月15日改制为普安市。
截至2023年，太原省共下轄二級行政區9个，包括太原市、普安市、公河市3个省辖市以及大慈縣、定化縣、洞喜縣、富平縣、富良縣、武崖縣6縣。三級行政區177个，包括41个坊、10个市镇、126个社。省莅太原市:39。2025年行政區劃改革後，北𣴓省并入，同时县级行政区划及市镇均被废除，共下轄15坊、77社。省會设于潘廷逢坊。

## 经济

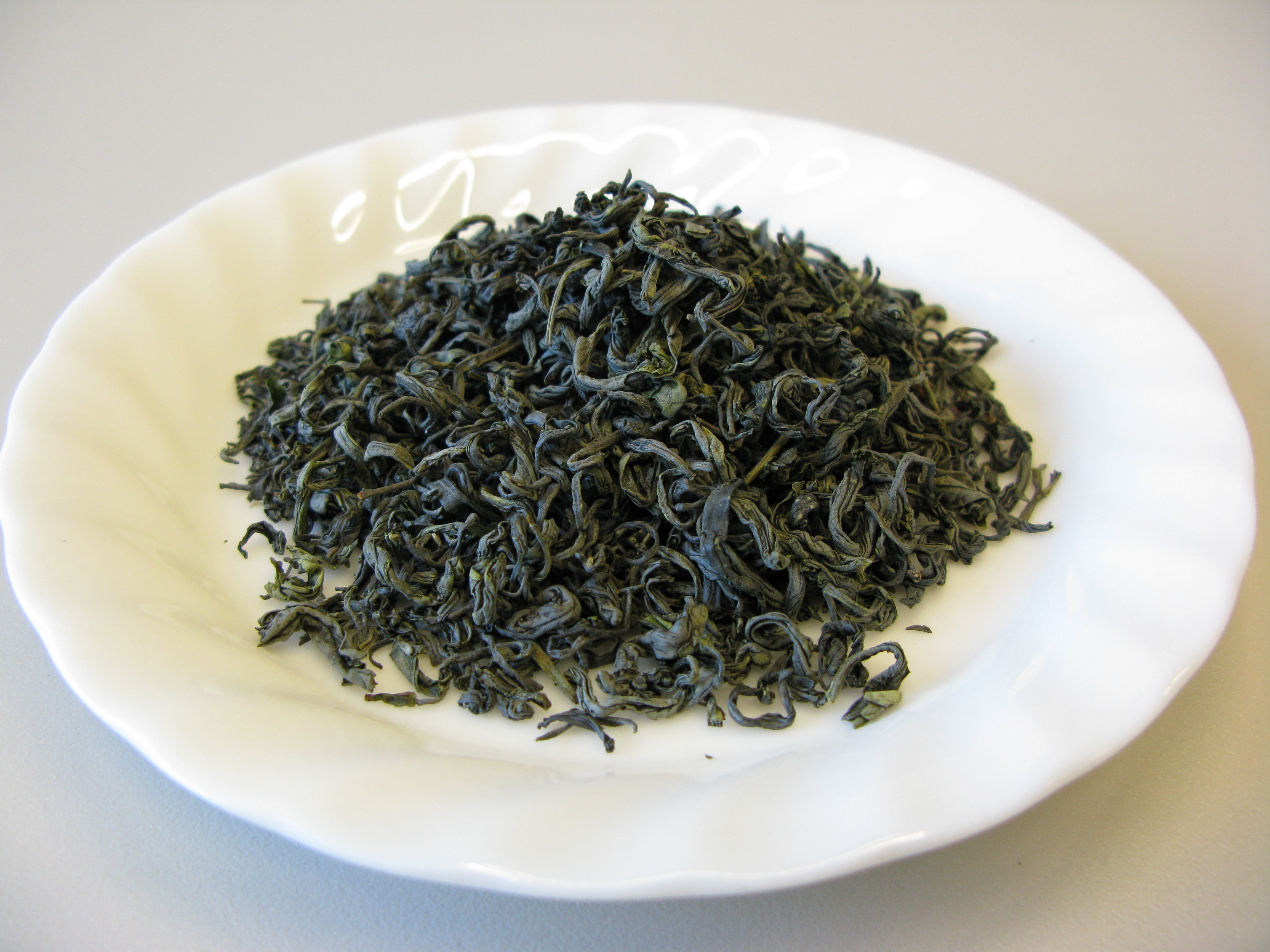
太原省出产的绿茶

在农林业领域，截至2021年，太原省有水牛4.33万头、黄牛4.64万头、猪只54.4万头，家禽1540.7万只:560-566。当年，太原省拥有稻田约688平方公里，共收获稻米38.46万吨，每公顷平均产量为55.9公担:522-526。除了种植粮食作物之外，太原也出产茶叶等经济作物，是越南主要的茶叶产地，2021年该省有茶树1.9万公顷，出产茶叶25.07万吨，居越南全国之冠:558。茶叶主要加工成绿茶，有部分也供出口国外:344。其中，产自新疆社的新疆茶是太原省重要的农业特产，被越南人誉为“四大名茶”之一，并已经获得越南科学技术部国家知识产权局颁发的地理标志证书。素有「太原茶，宣光女」之說。
在工业领域，太原省铁矿资源丰富:11，是越南北部主要的重工业基地之一，其金属冶炼、电力工业及制造业较为发达，多分布于舊太原市及其附近地区:16。20世纪50年代以来，在中国、苏联等国的援助下，太原钢铁厂:331-333、太原电厂、黄文树造纸厂、刘舍有色金属冶炼厂、铅锌冶炼厂等工厂相继建立。自1999年公河工业园区获准创建以来，以新兴产业为主的工业园区也开始进驻太原省，主要集中在省境东南隅的公河市等地:368-369。而大慈县、洞喜县等地则因地制宜，以发展采矿业为主:621, 874。
相较于邻近的河内、北宁等省市，太原省的景点并非游客传统首选，而当地的代表性多为与越共相关的革命景点，代表性景点有越南民族文化博物館、谷山湖旅游区、《人民报》创刊历史遗迹纪念碑屋等:389-401。

## 文化与社会

### 教育

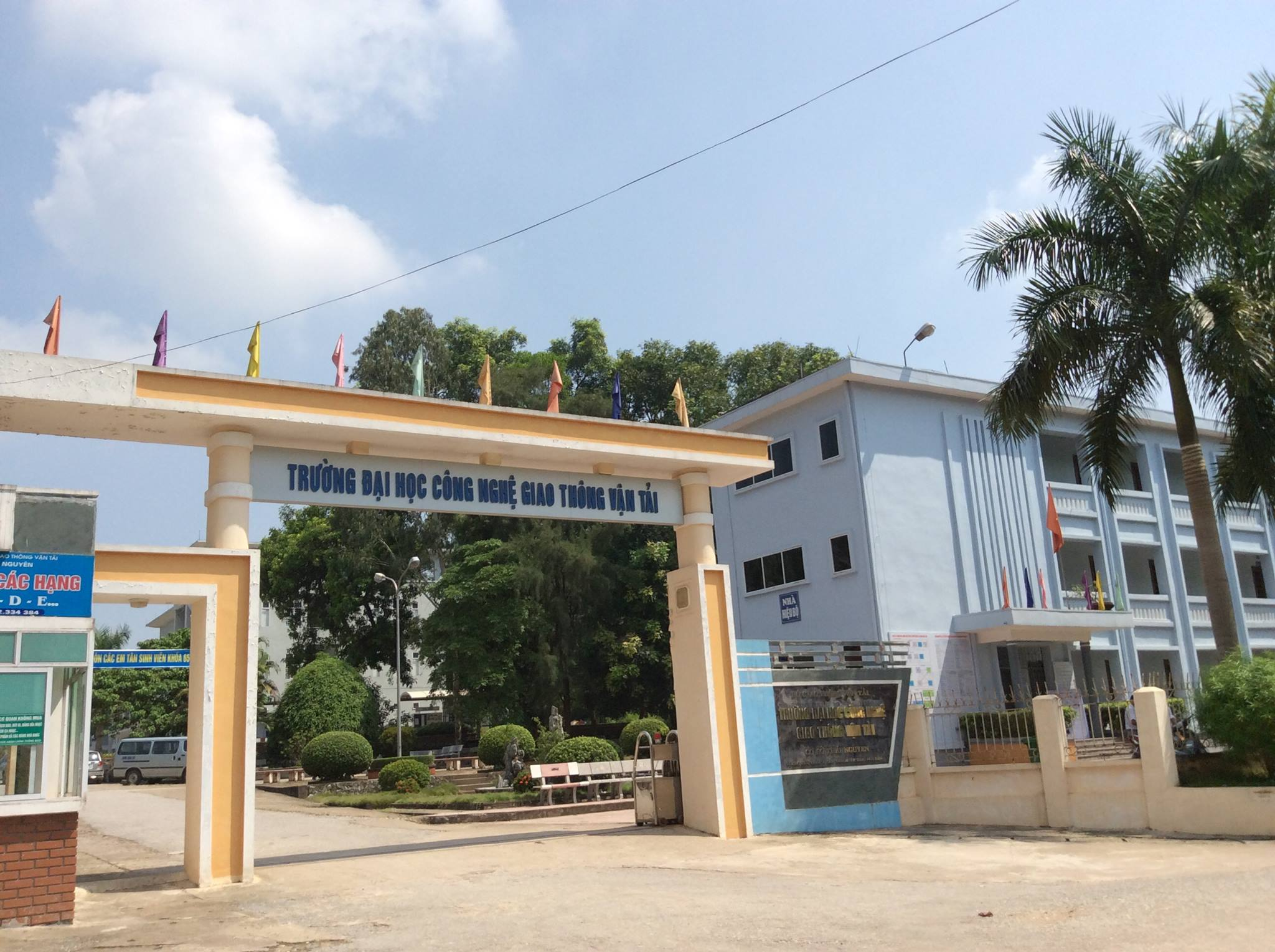
越南交通运输大学太原校区的入口

在安南屬明時期，明朝廷在太原建立了州学，以培养服务封建统治的官吏:840-841，在後黎朝、阮朝时期，当地的学校也多为官学、私学，朝廷在当地设置乡试考场，定期开科取士。而在法属印度支那时期，法国人在太原建立了實施西式学制的学校，学校主要教授法國文化及法國價值觀，以为法國培养维持其殖民統治的人才:841-842。1945年，越南民主共和国脱离法国独立后，越共对当地的教育进行了社会主义改造，現今，太原省的教育事業由该省教育與培訓廳主管，并已經建立了從學前教育到高等教育在內完善的教育體系。
截至2021年，太原省有幼儿园246所:774、小学213所、初级中学179所、高级中学32所、九年一贯制学校14所、一贯制中学1所:777。该省的少数民族聚居地区则建立了民族寄宿学校。
太原省的高等教育肇始于20世纪60年代。截至2020年，太原省有本科及以上的大学生47,232人，人数居越南東北部诸省之冠，从而使太原成为越南东北部的文教中心:801。1994年4月由该省多所单科系大学组建而成的太原大學，为越南国内规模最大的公立综合性大学之一。另外，该省还有太原经济技术大学及若干所专科院校。本部位于河内市的越南交通运输大学也在太原开设了校区。

### 卫生保健
太原省卫生部门由太原省人民委员会下属的省卫生厅负责管理，省莅太原市内有太原中央綜合醫院、太原第一医院、太原第三医院等醫療機構，以及太原大學医科大学、太原医学高等专科学校等醫學研究機構，其中，太原中央綜合醫院由越南衛生部管理运营，是越南東北部规模最大的医院:859-861。太原省下辖的各县市也拥有自己的地方医院，而各县市所管辖的社也分设有卫生所，主要接待在地的门诊病人，也提供预防医学服务。

### 媒体
太原省是越南共產黨中央委員會機關報《人民报》的创刊地，1951年3月11日，《人民报》在定化县首次出版问世，现已成为越南第一大报:815。现在，越南主要的媒體越南国家电视台、越南之声广播电台等均可在太原省接收。越南通讯社等国营媒体也在太原设有代表机构。越共太原省委、太原省人民委员会还拥有太原广播电视台、《太原报》等媒體，以报道太原省的地方新聞:833-838。

### 体育

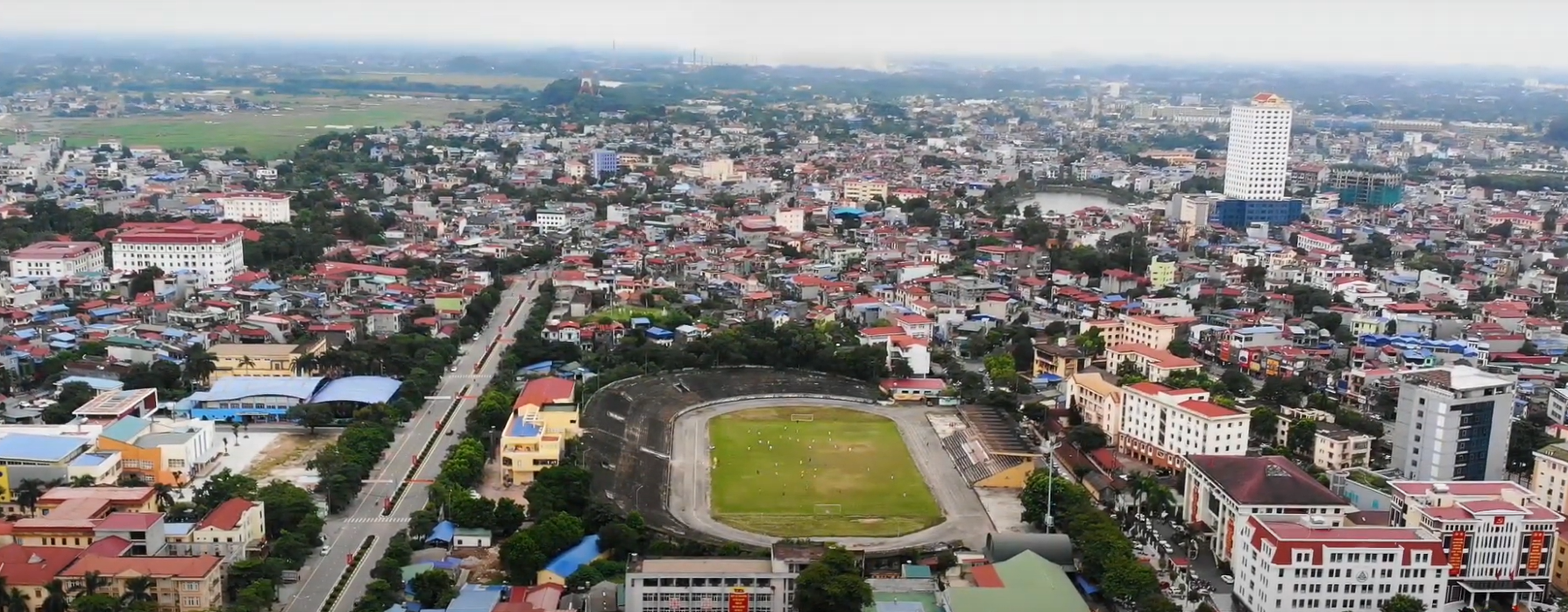
太原体育场

太原历史上有组织的体育运动以服务于军事的体能训练为主，到了法属印度支那时期，法国人在当地建立了体育场馆，并引入了近代化的体育教育体系。越南民主共和国成立后，太原政府将体育教育纳入学校教育，兴建体育场馆，当地一些政府机构、企业以及学校也建立了自己的体育组织:866-869。其中，太原体育场是太原省规模最大的体育场馆，正在修筑新馆，而当地不少体育赛事都会在该馆举行。

## 交通

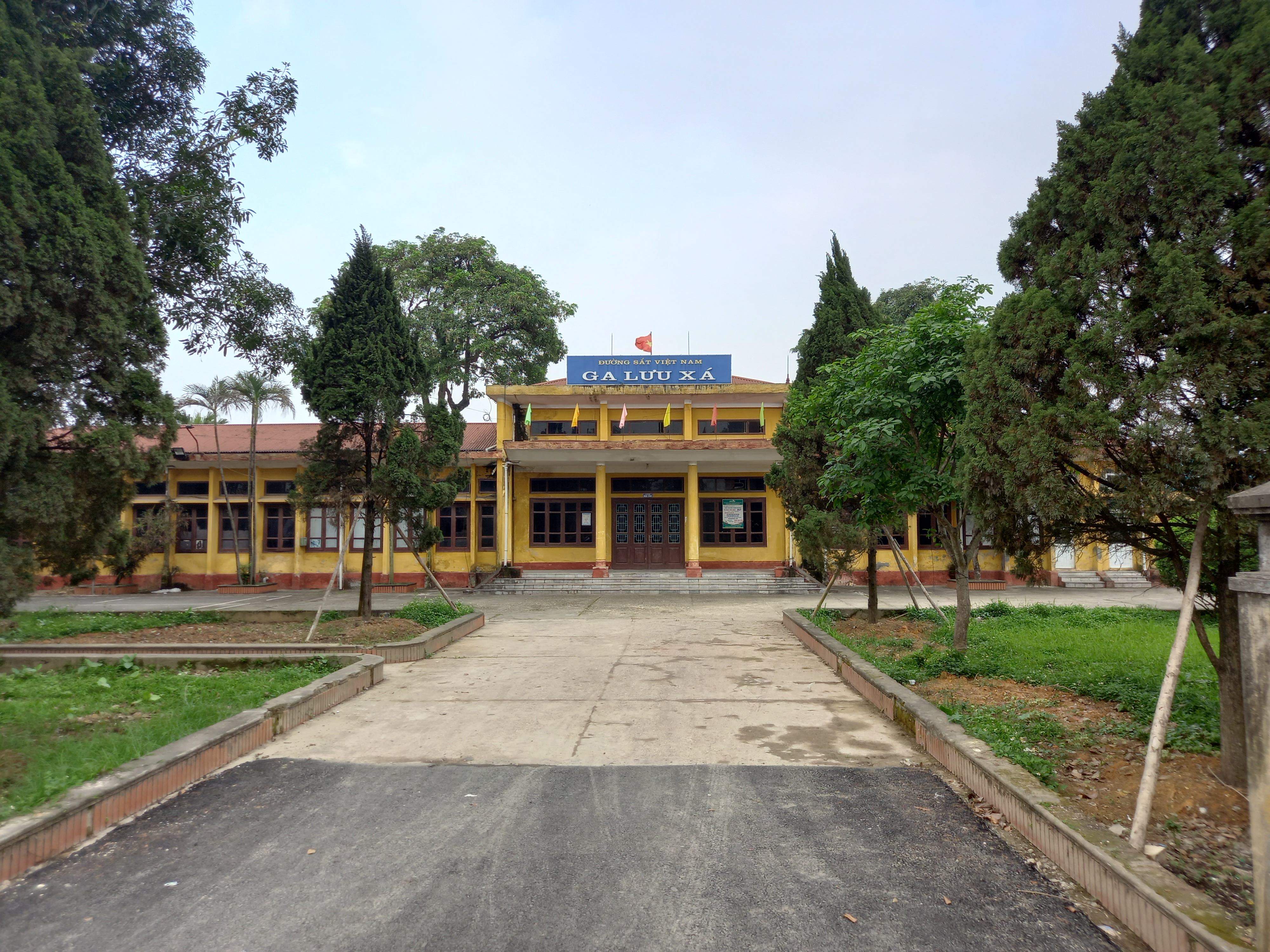
太原省太原市的刘舍火车站

太原省位在连接越南东北诸省与河内的通衢之地，并有多条公路干道连接邻近省份。国道1B在省内里程为44.7公里，连接太原省东北隅与谅山省；国道3号自南向北穿越省境，分别连接河内市与北𣴓省；国道37号为自西向东走向，分别连接宣光省与北寧省:317-323。河内—高平高速公路太原段于2014年1月通车，连接了河内市与太原省，其至北𣴓的路段则正在扩建。
太原省内有三条干线铁路，分别为克太鐵路、河太鐵路以及觀朝—紅山鐵路，其中河太鐵路从省境南边的河内连接太原市观朝站、克太鐵路则从东边北寧省的克夫站连接太原的劉舍站，两条铁路皆服务太原省的钢铁产业，以貨運業務為主。连接太原市觀朝站与大慈縣安朗社紅山煤礦的觀朝—紅山鐵路长39公里，專門運輸煤炭:387-388。另外，克太鐵路下还曾有一条前往寨槔铁矿的支线铁路，现已经与克太鐵路一道处于停运状态:550。